# 张偲
张偲（1963年10月3日—），男，海南文昌人，中国海洋学家，中国工程院院士，主要从事海洋生物、海洋药物、海洋生物化学、生态学等领域的研究工作。

## 生平
中学就读于文昌中学，1981年9月至1985年7月在山东海洋学院（今中国海洋大学）海洋生物系就读，毕业后进入中国科学院南海海洋研究所攻读硕士和博士，毕业后留所工作至今，历任所长助理、党委委员、职代会主席。2013年当选中国工程院院士。